# Luna Baptiste

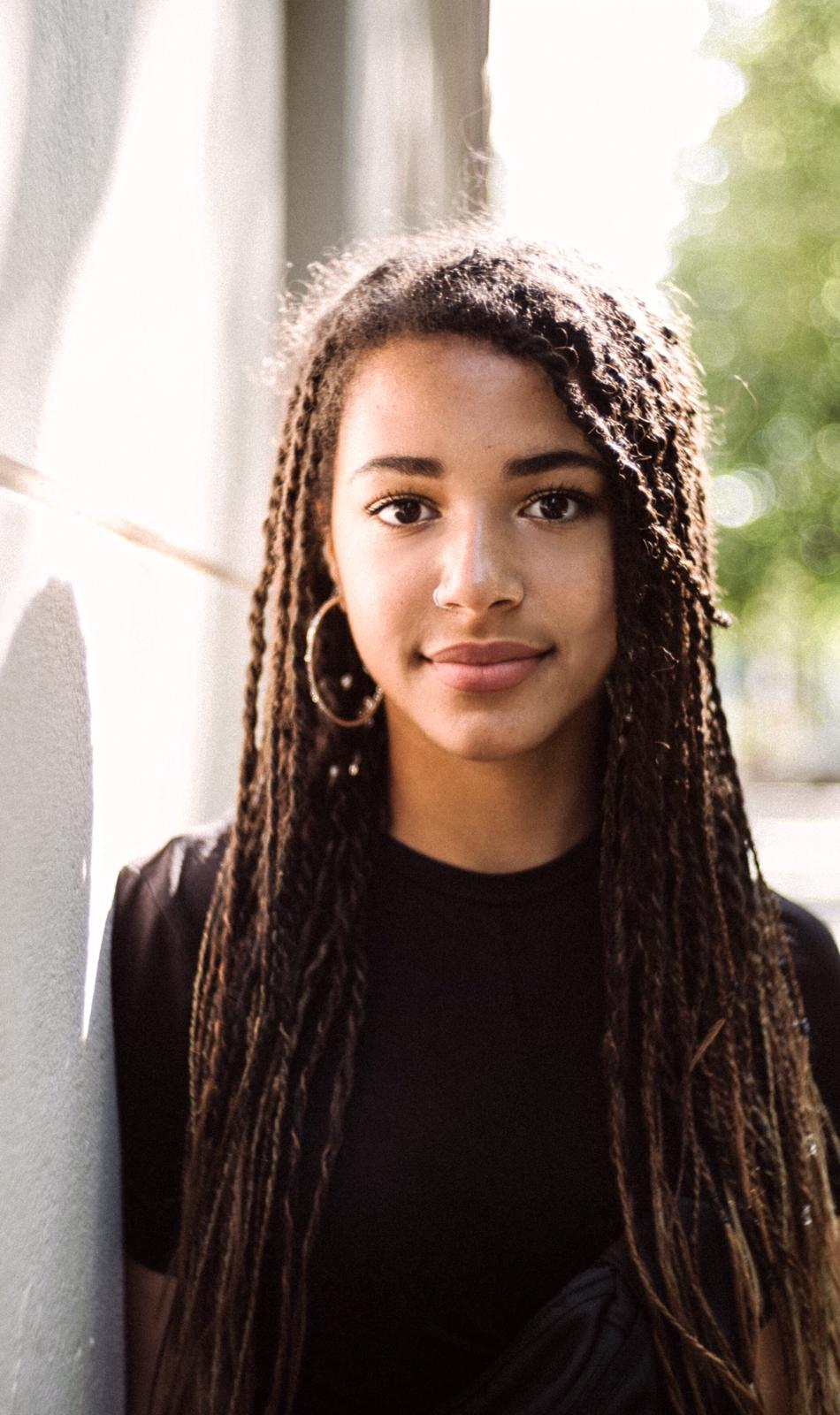
Luna Baptiste (2019)

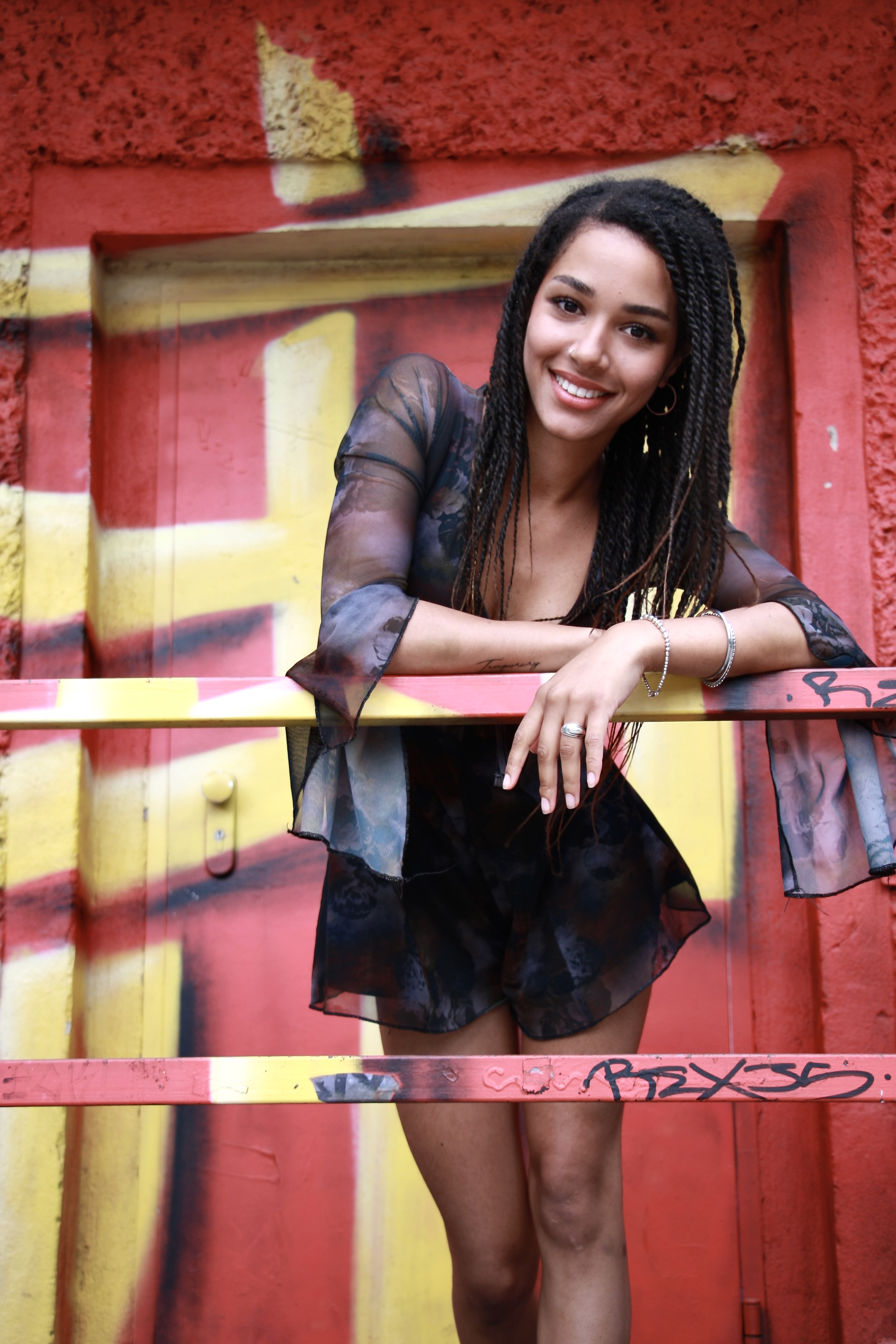
Luna Baptiste 2023

Luna Baptiste Schaller (* 9. November 2001 in Berlin) ist eine deutsche Schauspielerin.

## Werdegang
Luna Baptiste ist die Urenkelin des österreichischen Schauspielers und Kabarettisten Maxi Böhm (1916–1982) und die Ururenkelin des österreichischen Naturforschers und Erfinders Viktor Schauberger (1885–1958). Baptistes Vater ist der karibische Sänger Jerry Baptiste („Papa Jerry“), der in Grenada, St. Vincent und den Grenadinen Bekanntheit erlangte. Luna Baptiste ist in Berlin aufgewachsen, wo sie von 2016 bis 2017 eine Gesangs-, Tanz- und Schauspielausbildung in der Academy Bühnenkunstschule in Berlin absolvierte.
Ihre Laufbahn beim deutschen Film und Fernsehen begann sie mit 9 Jahren in der Co-Hauptrolle des ARD- und ORF-Films Oma wider Willen. In einer Kritik hieß es dazu: „Dank guter Darsteller kommt der Film recht herzlich rüber.“ Zuvor spielte sie bereits einige Nebenrollen in Spots, u. a. in Dinner for all mit dem irischen Rockmusiker Bob Geldof. Außerdem stand sie auch auf der Theaterbühne. Baptiste ist Maincast in der ersten und zweiten Staffel der Netflix-Serie How to Sell Drugs Online (Fast) mit der Rolle der Gerda. Mit dem preisgekrönten Film Nackte Tiere erlebte sie in der Rolle Laila ihren ersten Berlinale-Erfolg im Jahr 2020. Der Film erhielt bereits in 2019 beim Film Festival Cologne den Zoom Medienfabrik Award. 2020 spielte sie zudem im Musikvideo der eritreischen deutschsprachigen Rapperin Nura die jüngere Version der Sängerin. Die Schauspielerin lebt derzeit in Berlin.

## Filmografie (Auswahl)
- 2010: Wenn Bäume Puppen tragen
- 2012: Oma wider Willen
- 2018: Shh
- 2019: Caraba
- 2019: Nackte Tiere
- seit 2019: How to Sell Drugs Online (Fast) (Staffel 1–3)
- 2021: In aller Freundschaft – Die jungen Ärzte (Folge Aufatmen)
- 2022: Lehrer kann jeder!
- 2022: Der Parfumeur
- 2023: Intimate
- 2023: Malibu: Küss den Frosch
- 2024: Die Notärztin (Folge Hitze)
- 2024: Gotteskinder
- 2024: KEKs (Fernsehserie, acht Folgen)